# Natalus major
Natalus major — є одним з видів кажанів родини Natalidae. Колись вважався підвидом N. stramineus.

## Поширення
Країни поширення: Домініканська Республіка, Гаїті. Зустрічається в посушливих районах. Комахоїдний.

## Загрози та охорона
Загрозами є модифікації печер туристами, видобуток корисних копалин, видобуток гуано.